# بیمه پست ژاپن
بیمه پست ژاپن (انگلیسی: Japan Post Insurance) شرکت بیمه ژاپنی است، که پیشینه تأسیس آن به سال ۱۹۱۶ بازمی‌گردد. هم‌اکنون اکثریت سهام این شرکت در اختیار ژاپن پست هولدینگز می‌باشد.